# Homodonte

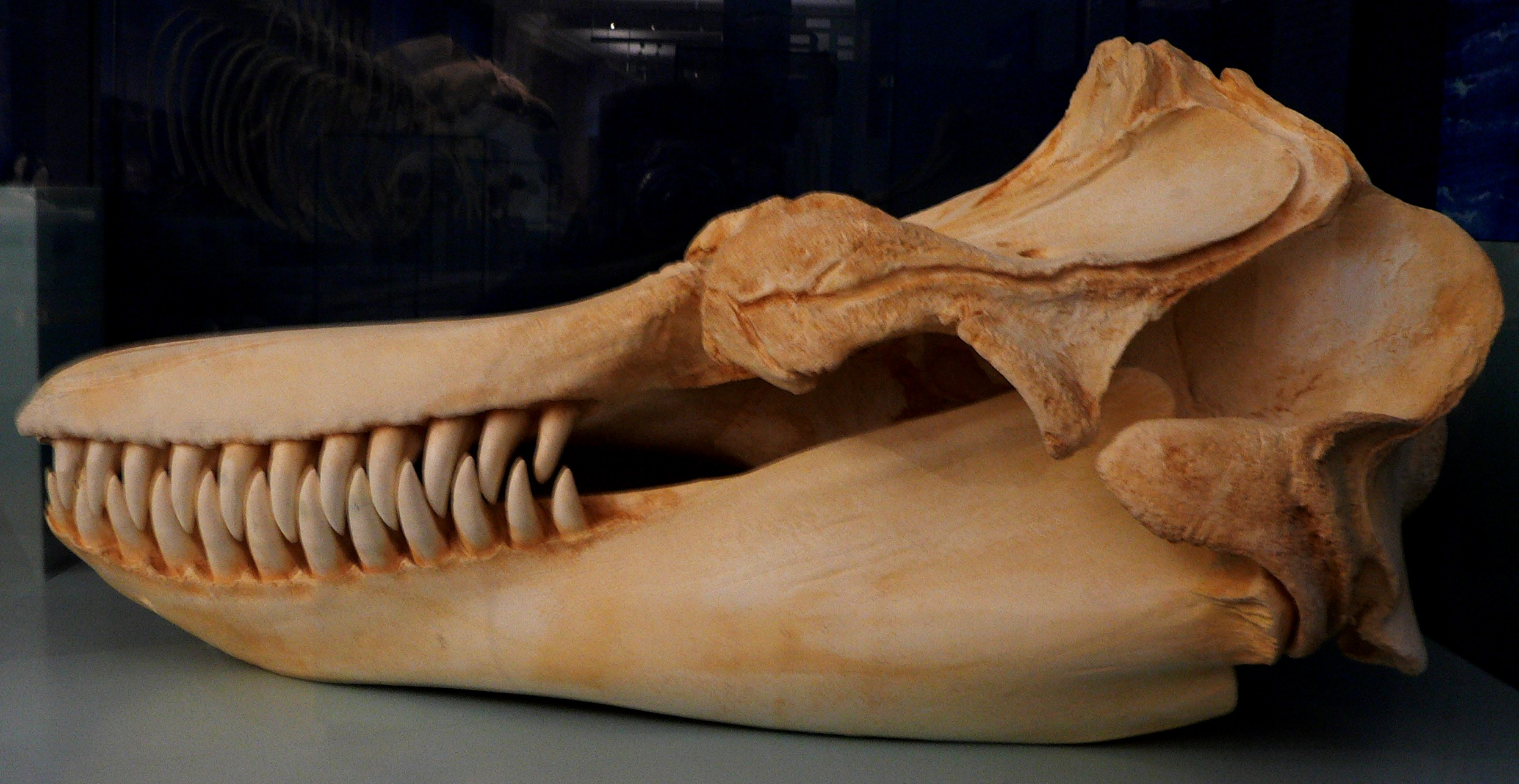
Cráneo de una Orca, en el que se ve la dentadura homodonta.

Homodonte (del griego Homo, "igual" y  Donte "diente") corresponde a un tipo de dentadura en la cual todas las piezas dentales son iguales entre sí. 
Este tipo de dentición se encuentra presente en la mayoría de los vertebrados. En el caso de los mamíferos, la dentadura es heterodonto, excepto en el caso de los cetáceos.